# 영주고등학교
영주고등학교(瀛洲高等學校)는 대한민국 제주특별자치도 제주시 월평동에 있는 사립 고등학교이다.

## 학교 연혁
- 1994년 8월 29일 : 제주공업고등학교 24학급(컴퓨터공업과 9학급, 중기과 9학급, 환경공업과 6학급) 설립인가
- 1995년 3월 1일 : 초대 교장 장주열 선생 취임
- 1995년 3월 1일 : 제주공업고등학교 개교(개교기념일 4월 8일 지정)
- 1995년 10월 1일 : 학원 개명(명륜학원에서 제주아남학원으로)
- 1999년 3월 8일 : 급식소 개소
- 2000년 11월 20일 : 환경실습동(3층 실습실) 증축
- 2003년 3월 17일 : 학교도서관 리모델링
- 2006년 1월 21일 : 아남관 개관
- 2007년 3월 1일 : 영주고등학교로 교명 및 교표 변경
- 2008년 3월 1일 : 컴퓨터공업과 12학급 중 6학급을 디지털영상과(특성화)로 개편
- 2008년 6월 30일 : 인조잔디구장 개장
- 2011년 12월 28일 : 여학생 사이클부 창단
- 2013년 3월 1일 : 교훈 변경(自主, 協同, 奉仕에서 有志竟成으로)
- 2013년 3월 18일 : 정해관 준공
- 2015년 4월 1일 : 육상부 창단
- 2020년 4월 8일 : 방송영상관 완공
- 2024년 11월 23일 : 제주아남학원 강풍 이사장 취임
- 2025년 1월 3일 : 제28회 졸업식(졸업생 195명, 연인원 7,442명 배출)
- 2025년 3월 4일 : 제8대 교장 한용식 선생 취임

## 설치 학과
- 방송영상과
- 일반과
- 모바일콘텐츠과

## 참고 자료
- 영주고등학교 - 한국교육학술정보원 학교알리미